# Laura Robson
Laura Robson (sinh ngày 21 tháng 1 năm 1994) là một vận động viên quần vợt người Anh. Cô chính thức bắt đầu thi đấu trong hệ thống giải trẻ của Liên đoàn quần vợt quốc tế (ITF) vào năm 2007, và một năm sau đó vô địch nội dung đơn nữ trẻ Wimbledon ở tuổi 14. Cô cũng lọt vào chung kết nội dung đơn nữ trẻ của Úc Mở rộng trong hai năm 2009 và 2010. Cô giành chức vô địch chuyên nghiệp đầu tiên năm 2008.
Trong sự nghiệp Robson đạt cao nhất ở vị trí thứ 27 vào ngày 8 tháng 7 năm 2013. Cô rút lui khỏi bảng xếp hạng WTA đầu năm 2015 vì chấn thương cổ tay mắc phải đầu mùa giải 2014. Cô trở lại ở vị trí thứ 906 vào tháng 7 năm 2015 và hiện xếp hạng 173 thế giới. Cô xếp hạng đôi nữ cao nhất ở vị trí thứ 82 và hiện đứng thứ 177. Cô giành huy chương bạc nội dung đôi nam nữ ở Thế vận hội Mùa hè 2012 cùng Andy Murray, người trước đó cũng cùng cô vào tới chung kết Hopman Cup 2010.
Robson đã xuất hiện tại vòng đấu chính nội dung đơn của tất cả các giải Grand Slam.

## Những năm đầu đời
Laura Robson sinh tại thành phố Melbourne nước Úc. Cô là con thứ tư trong gia đình và có cha Andrew là một giám đốc điều hành hãng dầu khí Royal Dutch Shell và mẹ Kathy là một huấn luyện viên thể thao và cựu vận động viên bóng rổ. Laura và gia đình chuyển từ Melbourne đến Singapore khi cô mười tám tháng tuổi, và sau đó đến Vương quốc Anh khi cô lên sáu.

## Sự nghiệp trẻ
Theo cha mẹ của cô thì cô bắt đầu chơi quần vợt "ngay khi cô có thể giữ một cây vợt tennis", và sau khi được sự động viên, khuyến khích của gia đình, cô bước vào nghiệp banh nỉ tại một học viện quần vợt cơ sở lúc 7 tuổi. Cô ký hợp đồng với công ty quản lý Octagon năm 10 tuổi, ký với Adidas một năm sau đó, cũng như hợp đồng cung cấp vợt với công ty Wilson Sporting Goods.
Sau khi làm việc cùng nhiều huấn luyện viên, trong đó có cả Carl Maes, người đứng đầu Hiệp hội quần vợt Anh (Lawn Tennis Association), cô chọn Martijn Bok làm huấn luyện viên vào năm 2007. Bok sau đó nhận xét rằng mặc dù Robson "khó kiểm soát về mặt cảm xúc", ông vẫn "nhìn thấy ngay [...] tiềm năng lớn của Laura." Robson cũng bắt đầu tập luyện ở Trung tâm quần vợt quốc gia, dưới sự hướng dẫn của Bok, Maes, và người đứng đầu về quần vợt nữ của trung tâm là Nigel Sears, dù vẫn phải học văn hóa tại nhà.

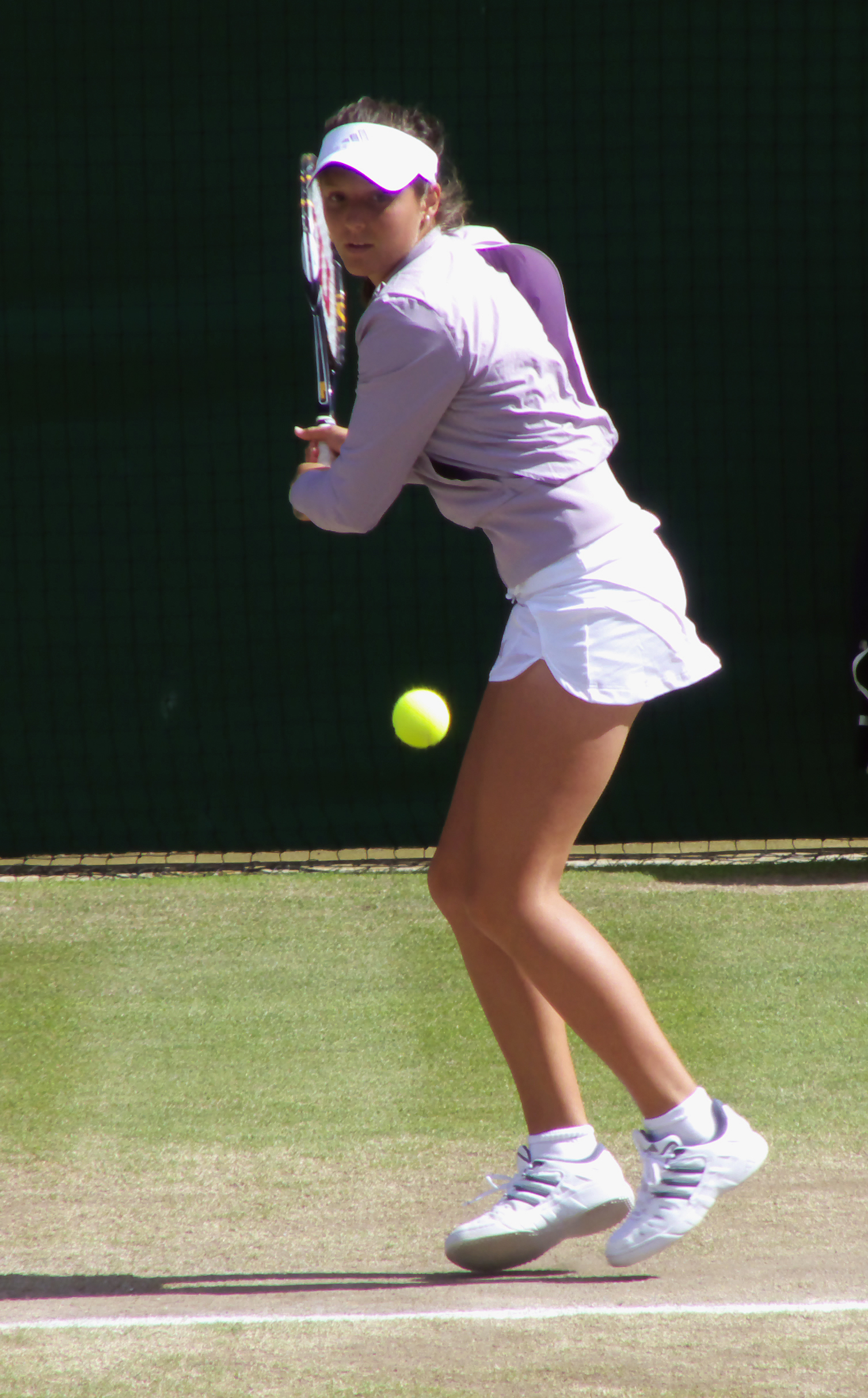
Robson tại Wimbledon 2008

Giải đấu ITF trẻ đầu tiên của Robson diễn ra vào tháng 5 năm 2007, nơi cô bắt đầu thi đấu từ vòng loại và kết thúc giải tại tứ kết. Cô lọt vào chung kết hai giải đấu khác trong năm 2007, và giành chức vô địch đầu tiên vào tháng 10. Trong nửa đầu 2008, Robson vào tới chung kết ba giải, nhưng cũng bị loại trước vòng 3 ở ba giải liên tiếp.
Robson thi đấu giải grand slam trẻ đầu tiên tại nội dung đơn nữ trẻ Wimbledon (không được xếp hạng hạt giống. Dù là người trẻ nhất tại giải cô vẫn vượt qua hạt giống số một Melanie Oudin trên đường tới trận chung kết, nơi cô vượt qua hạt giống số 3 Noppawan Lertcheewakarn. Cô trở thành vận động viên Anh Quốc đầu tiên chiến thắng nội dung nữ trẻ Wimbledon kể từ Annabel Croft năm 1984, và được giới truyền thông Anh gọi là "đứa con cưng mới" ("new darling") của quần vợt Anh hay "Nữ hoàng Wimbledon".
Sau một thời gian ngắn thi đấu ở hệ thống giải chuyên nghiệp, Robson trở lại thi đấu ở tuyến trẻ nhưng bị loại ở vòng 2 một giải đấu vào tháng 12. Cũng trong tháng 12 cô thi đấu giải trẻ cuối cùng của năm 2008, giải Orange Bowl, tuy nhiên cô bỏ cuộc ở vòng ba vì chấn thương cơ bụng. Cuối năm này, cô có tên trong danh sách rút gọn cho giải thưởng BBC Young Sports Personality of the Year, nhưng để lỡ vào tay vận động viên bơi khuyết tật Eleanor Simmonds.

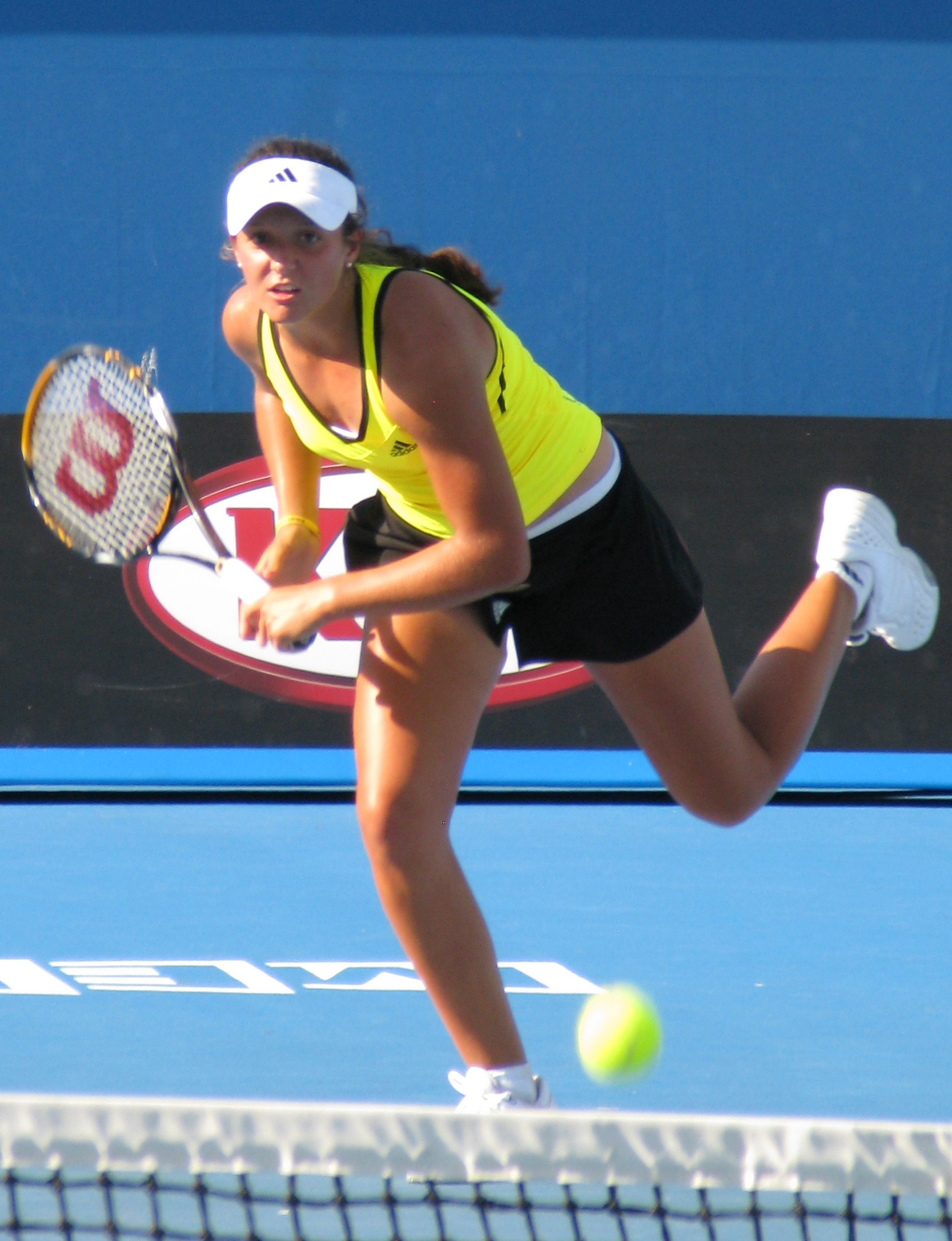
Robson tại giải Úc Mở rộng 2009

Sau khi hồi phục chấn thương, Robson dự nội dung trẻ Úc Mở rộng 2009 và được xếp làm hạt giống số 5. Cô tiếp tục đánh bại đối thủ tại Wimbledon, Noppawan Lertcheewakarn, trong hai set ở trận bán kết, để lọt vào chung kết Grand Slam trẻ thứ hai. Tuy nhiên Robson lại để thua hạt giống số ba Ksenia Pervak của Nga trong trận chung kết. Sau giải đấu này, Robson bắt đầu tập với Gil Reyes, huấn luyện viên cũ của Andre Agassi. Cô cũng nhận giải Vận động viên nữ trẻ của năm (MCC Young Sportswoman of the Year). Cô đạt vị trí cao nhất trên bảng xếp hạng trẻ ITF vào tháng 4, dù không thi đấu 2 tháng vì đau xương cẳng chân.
Tại Roland-Garros 2009 Robson là hạt giống số một nội dung đơn nữ trẻ, nhưng thất bại vòng hai trước Sandra Zaniewska. Robson bước vào Giải quần vợt Wimbledon 2009 với tư cách đương kim vô địch, nhưng thua Quirine Lemoine ở vòng hai. Do tập trung vào các giải chuyên nghiệp, Robson không được xếp hạng hạt giống ở US Open 2009. Cô đánh bại Ons Jabeur của Tunisia ở vòng một, loại hạt giống thứ 7 người Mỹ Lauren Embree trong ba set ở vòng hai. Cô tiếp tục chiến thắng hạt giống số 12 Tamaryn Hendler trong hai set và đánh bại Lauren Davis ở tứ kết. Tại bán kết cô gặp Yana Buchina của Nga. Mặc dù khởi đầu mạnh mẽ nhưng do suy giảm thể lực (thi đấu bán kết và chung kết trong cùng một ngày) cô gác vợt trong ba set.
Tại nội dung đơn trẻ của Giải quần vợt Úc Mở rộng 2010, Robson tuy không được xếp hạng hạt giống nhưng vẫn vượt qua Belinda Woolcock, Yulia Putintseva, Cristina Dinu, Ester Goldfeld và Kristýna Plíšková để bước vào trận chung kết đơn nữ trẻ Úc Mở rộng. Tuy nhiên cô bị người chị em sinh đôi của Kristýna là Karolína Plíšková đánh bại tại chung kết. Tại nội dung trẻ giải quần vợt Wimbledon 2010 cô dừng bước tại bán kết sau thất bại trước Ishizu Sachie của Nhật Bản.

## Sự nghiệp thi đấu chuyên nghiệp

### 2008
Sau chức vô địch nội dung trẻ Wimbledon, Robson lần đầu thi đấu tại một giải ITF 10K ở Limoges, Pháp. Cô chiến thắng hai trận vòng loại và trận đấu tại vòng một, trước khi bỏ cuộc tại vòng hai vì đau vai.
Robson được đặc cách vào vòng đấu chính của giải ITF 75K ở Shrewsbury, Anh. Sau khi đánh bại nhà vô địch đơn nữ trẻ Wimbledon 2007 Urszula Radwańska và hạt giống thứ tư Tzipi Obziler, Robson thua hạt giống số 2 Maret Ani sau ba set ở bán kết. Cô tiếp tục được đặc cách tại một giải 50.000$ ở Barnstaple, nhưng thua ngay ở vòng đầu trước hạt giống số 7 Angelique Kerber, người sau đó phát biểu rằng "cách cô ấy (Laura) thi đấu thật khó tin".
Robson có giải đấu đầu tiên thuộc hệ thống giải WTA sau khi được trao quyền đặc cách tại giải Fortis Championships 2008 ở Thành phố Luxembourg. Cô được xếp thi đấu với đối thủ hạng 42 thế giới, Iveta Benešová tại vòng một tuy nhiên không thể gây bất ngờ. Trở lại với ITF, Robson được phân hạt giống số 5 tại giải đấu 10.000$ ở Sunderland. Sau khi vượt qua hạt giống số 3 Laura-Ioana Andrei ở tứ kết, cô liên tiếp đánh bại các tay vợt đồng hương Tara Moore và Samantha Vickers mà không để thua một set nào, qua đó có danh hiệu ITF Senior đầu tiên khi mới 14 tuổi 9 tháng.

### 2009
Sau nửa đầu năm thi đấu trở lại tại hế thống ITF Junior, vào ngày 9 tháng 6, giải Wimbledon thông báo Robson được trao wildcard để dự nội dung đơn nữ của Wimbledon 2009. Cô đối đầu với đối thủ hạng 5 thế giới Daniela Hantuchová ở vòng một. Tuy nhiên cô vẫn phải nhận thất bại dù đã chiến thắng set đầu và vươn lên dẫn trước 2-0 ở set hai. Cô cũng thi đấu ở nội dung đôi nữ với Georgie Stoop, vào tới vòng hai trước khi thua cặp hạt giống số 16 Svetlana Kuznetsova và Amélie Mauresmo.
Vào tháng 8 năm 2009, Robson nhận được wildcard thi đấu vòng loại US Open 2009. Cô hạ Stéphanie Foretz của Pháp ở vòng một trong hai set, và loại Anikó Kapros của Hungary. Ở trận đấu vòng loại cuối cùng, cô bị chặn đứng bởi Eva Hrdinová dù dẫn 4-1 ở set 3.
Robson tham dự vòng loại Luxembourg Open vào tháng 10. Cô lần lượt đánh bại Zuzana Ondrášková (hạng 180 thế giới) và Julia Görges (hạng 79 thế giới) ở hai trận vòng loại đầu tiên. Tuy nhiên ở vòng loại cuối cô lại thua trước Maria Elena Camerin. Tại giải đấu ITF ở Minsk cô lần lượt hạ Yuliya Beygelzimer ở vòng một Tetyana Arefyeva ở vòng hai trước khi dừng chân tại tứ kết trước Vitalia Diatchenko.

### 2010

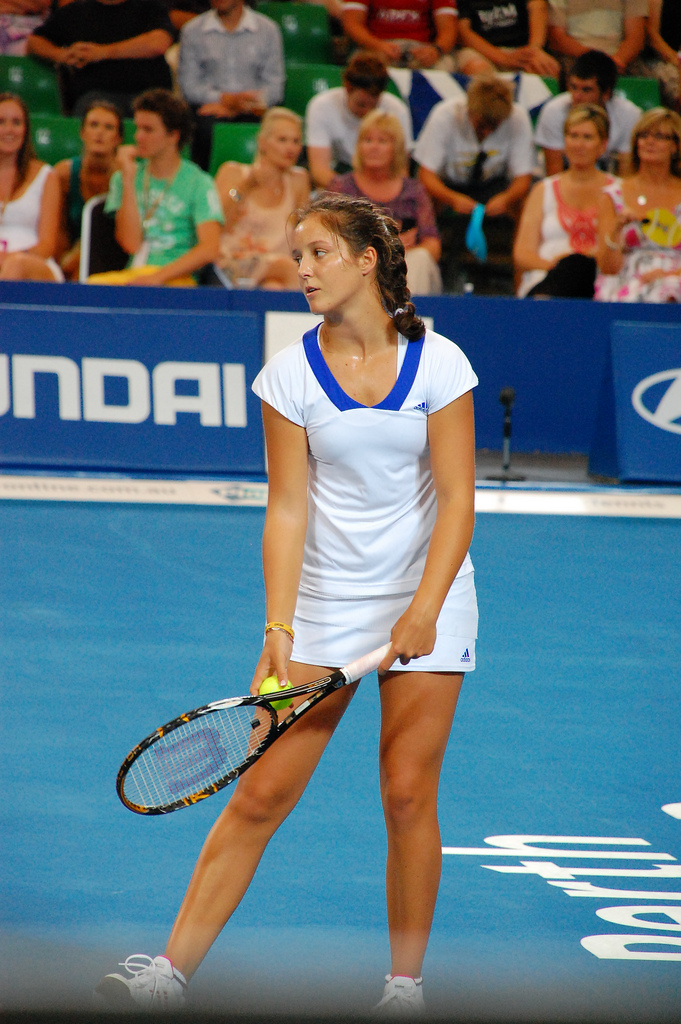
Robson tại Hopman Cup 2010

Robson khởi động năm 2010 bằng việc đánh cặp cùng Andy Murray tại Hopman Cup, trở thánh cặp đôi đầu tiên của Liên hiệp Anh tham dự giải kể từ 1992. Cô để thua Yaroslava Shvedova của Kazakhstan trong trận đầu tiên. Tuy vậy cô vẫn cùng Murray có chiến thắng chung cuộc trước Kazakhstan nhờ thắng trận đánh đôi. Robson để thua Sabine Lisicki của Đức nhưng chiến thắng trong trận đánh đôi. Robson và Murray sau đó đánh bại Nga để tiến vào trận chung kết. Mặc dù có chiến thắng đầu tiên tại giải trước tay vợt số 26 thế giới María José Martínez Sánchez, Robson và Murray vẫn không thể vượt qua đội tuyển Tây Ban Nha của Martínez Sánchez và Tommy Robredo.
Robson được trao suất đặc cách dự vòng loại đơn nữ của giải Úc Mở rộng. Trong trận đấu đầu tiên của vượt qua đối thủ chủ nhà Sophie Ferguson. Cô dừng bước ở trận đấu thứ hai trước Michaëlla Krajicek của Hà Lan. Robson cũng nhận được suất đặc cách dự vòng đấu chính nội dung đôi nữ cùng Sally Peers. Họ đánh bại lần lượt cặp Jill Craybas và Abigail Spears ở vòng một và cặp Trang Giai Dung và Květa Peschke ở vòng hai. Peers và Robson giành chién thắng ở vòng ba trước Vera Dushevina của Nga và Anastasia Rodionova của Úc để lọt vào tứ kết. Tại đây họ thua cặp hạt giống số 15 Maria Kirilenko và Agnieszka Radwańska.
Vào tháng tư, Robson để thua tại bán kết trước Edina Gallovits tại một giải ITF ở Dothan. Tại nội dung đôi cô vào tới tứ kết và đạt được thứ hạng đánh đôi cao nhất trong sự nghiệp (vị trí thứ 102) trên bảng xếp hạng WTA. Cô vào tới tứ kết tại giải đấu ở Charlottesville.
Cô vượt qua vòng loại để lọt vào vòng đấu chính của giải Aegon Classic ở Edgbaston trước các đối thủ Nina Bratchikova và Vitalia Diatchenko. Robson có trận thắng đầu tiên trong hệ thống giải WTA sau khi đối thủ Stefanie Vögele bỏ cuộc ở set 2 vòng đấu đầu tiên. Tuy nhiên ở vòng đấu tiếp theo cô bị hạt giống số ba Yanina Wickmayer vượt qua. Cô cũng được đặc cách dự giải UNICEF Open ở Rosmalen nhưng bị loại ở vòng một bởi Dominika Cibulková.
Cô nhận được wildcard để thi đấu tại giải Wimbledon, tuy nhiên bị loại ở vòng đầu sau hai set trước đối thủ vượt trội về đảng cấp là Jelena Janković Robson vào tới tứ kết một giải Aegon GB Pro-Series ở Woking với tư cách hạt giống số bảy, giải đấu chuyên nghiệp đầu tiên cô được xếp hạng hạt giống. Vào cuối tháng 8 cô tham dự vòng loại đơn nữ Mỹ Mở rộng 2010. Cô gây bất ngờ khi loại Jelena Dokić ở vòng một. Cô sau đó tiếp tục đánh bại Vesna Manasieva, nhưng bị loại bởi Nuria Llagostera Vives ở vòng ba. Tại Toray Pan Pacific Open cô hạ gục hạng 57 thế giới Anastasija Sevastova ở vòng loại thứ nhất và lọt vào vòng đấu chính thức sau trận thắng trước Simona Halep. Tuy nhiên cô bị loại tại vòng một bởi đối thủ kỳ cựu Gréta Arn người Hungary.

### 2011
Đầu năm 2011 Robson thuê Patrick Mouratoglou người Pháp làm huấn luyện viên mới, và di chuyển sang Paris để tập luyện. Tuy nhiên cô không thể bắt đầu mùa giải mới do chấn thương gặp phải ở Hopman Cup 2011 và phải nghỉ tới tận tháng 3. Tuy nhiên cô tiếp tục ngồi ngoài vì chấn thương ở giải đấu thứ hai trong năm. Cuối tháng 4, Robson vào tới bán kết giải đấu ITF 50K ở Indian Harbor Beach, Florida. Robson chia tay Mouratoglou ngay trước thềm giải Wimbledon 2011. Cô có chiến thắng đầu tiên tại một giải đấu Grand Slam sau khi vượt qua Angelique Kerber, nhưng thua trước Maria Sharapova ở vòng hai.
Tại giải Mỹ Mở rộng 2011, Robson vượt qua ba trận vòng loại để tiến vào vòng đấu chính. Cô vượt qua vòng một sau khi đối thủ Morita Ayumi không thể tiếp tục thi đấu nhưng sau đó lại để thua Anabel Medina Garrigues ở vòng hai.

### 2012: Chung kết WTA đầu tiên, huy chương Thế vận hội

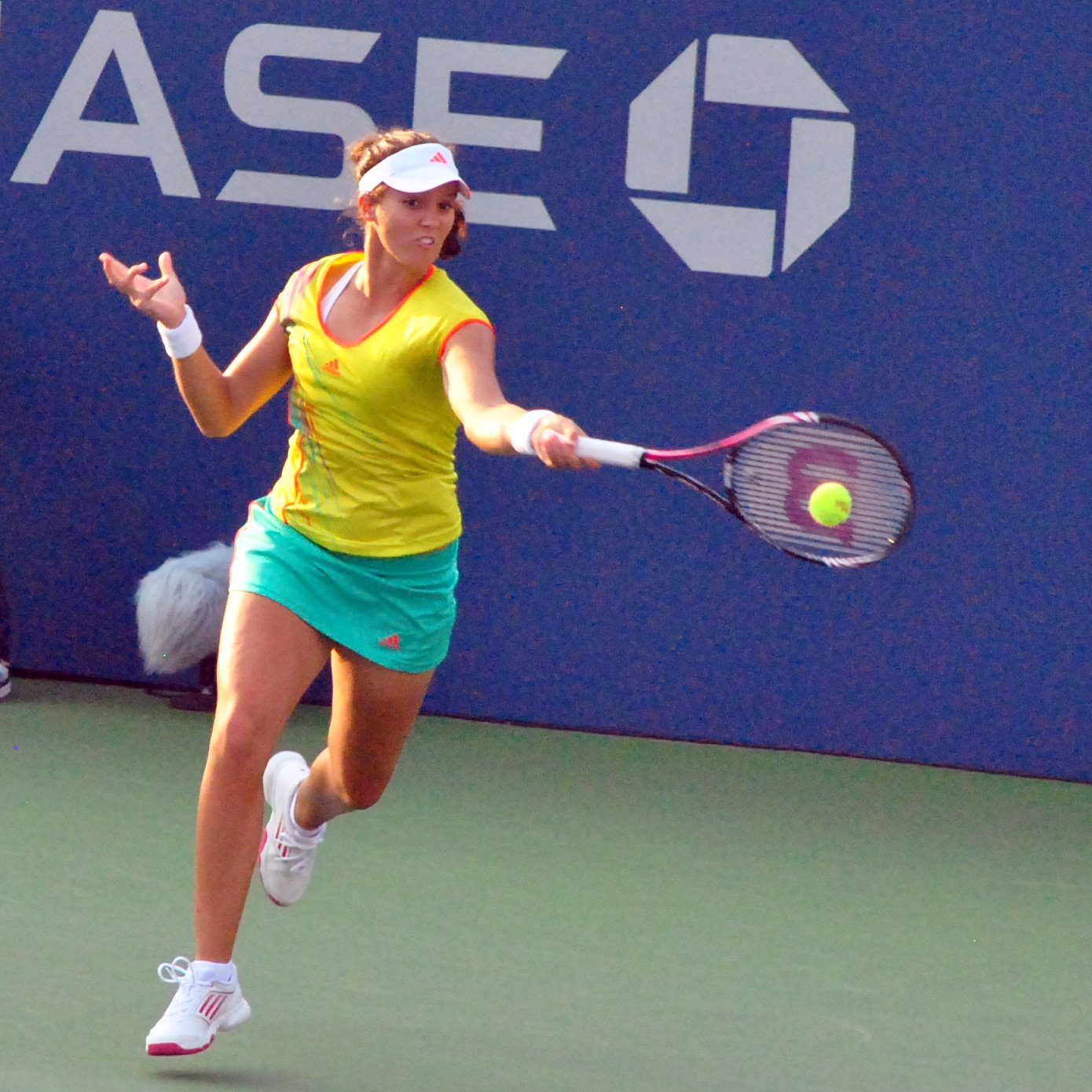
Laura Robson tại Mỹ Mở rộng 2012

Laura Robson lọt vào vòng đấu chính của Úc Mở rộng 2012 sau khi vượt qua vòng loại trước các tay vợt Melanie Oudin, Anna Floris và Olga Savchuk để làn đầu lọt vao vòng đấu chính. Cô dừng bước tại vòng ba sau khi thua Jelena Janković với các tỉ số 2-6 và 0-6.

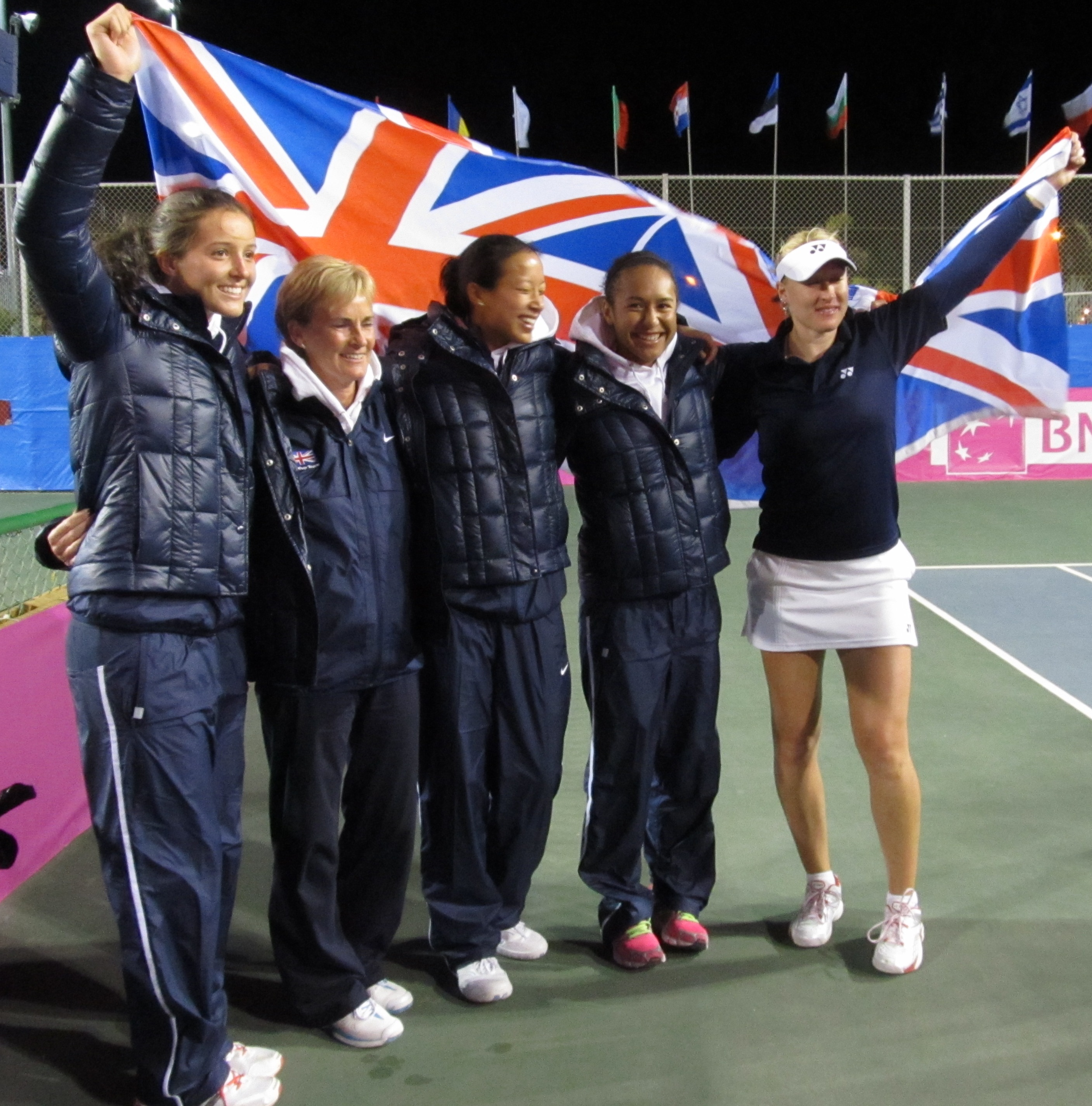
Laura Robson cùng đồng đội ăn mừng sau chiến thắng trước đội tuyển Áo tại Fed Cup 2012

Robson lần đầu trong sự nghiệp được gọi lên đội tuyển Fed Cup Vương quốc Anh thi đấu trọng trận đấu thuộc Nhóm I Khu vực châu Âu/châu Phi tại Eilat, Israel, từ ngày 1 tới 4 tháng 2 năm 2012. Ở giai đoạn vòng bảng cô cùng Heather Watson đánh bại các cặp đôi của Bồ Đào Nha, Hà Lan và Israel. Các chiến thắng này góp phần vào việc Vương quốc Anh đoạt suất thi đấu trận tranh vé lên chơi tại Bảng Thế giới II vào tháng 4.
Cô thất bại tại vòng đấu cuối cùng của vòng loại Pháp Mở rộng 2012. Tuy nhiên cô vẫn có mặt ở vòng đấu chính với tư cách là lucky loser khi Sílvia Soler Espinosa bỏ cuộc, nhưng để chiến thắng vòng đầu vào tay chuyên gia sân đất nện Anabel Medina Garrigues. Sau trận thua tại vòng 2 Aegon Classic ở Birmingham trước Marina Erakovic, Robson vượt qua vòng loại giải Aegon International 2012. Cô tiếp tục dừng chân tại vòng 2, lần này trước Ekaterina Makarova. Tuy nhiên kết quả này giúp cô lọt vào top 100 lần đầu tiên trong sự nghiệp. Tại vòng một Wimbledon, Robson bị loại Francesca Schiavone sau ba set.
Sau Wimbledon, cô tiếp tục dự giải XXV Italiacom Open ở Palermo, nơi cô có trận bán kết WTA đầu tiên trong sự nghiệp. Sau khi nhanh chóng vượt qua Valentyna Ivakhnenko ở vòng một, cô gây bất ngờ khi loại hạt giống số 2 và hạng 27 thế giới, Roberta Vinci sau hai set để lọt vào tứ kết WTA đầu tiên. Cô tiếp tục phong độ ấn tượng khi vượt qua hạt giống số 5 Carla Suárez Navarro sau ba set. Tuy nhiên cô bị chặn lại tại bán kết bởi Barbora Strýcová sau ba set. Robson cũng nhận được suất đặc cách vào vòng chính của Swedish Open 2012 nhưng thua ở trận ra quân trước Anabel Medina Garrigues.

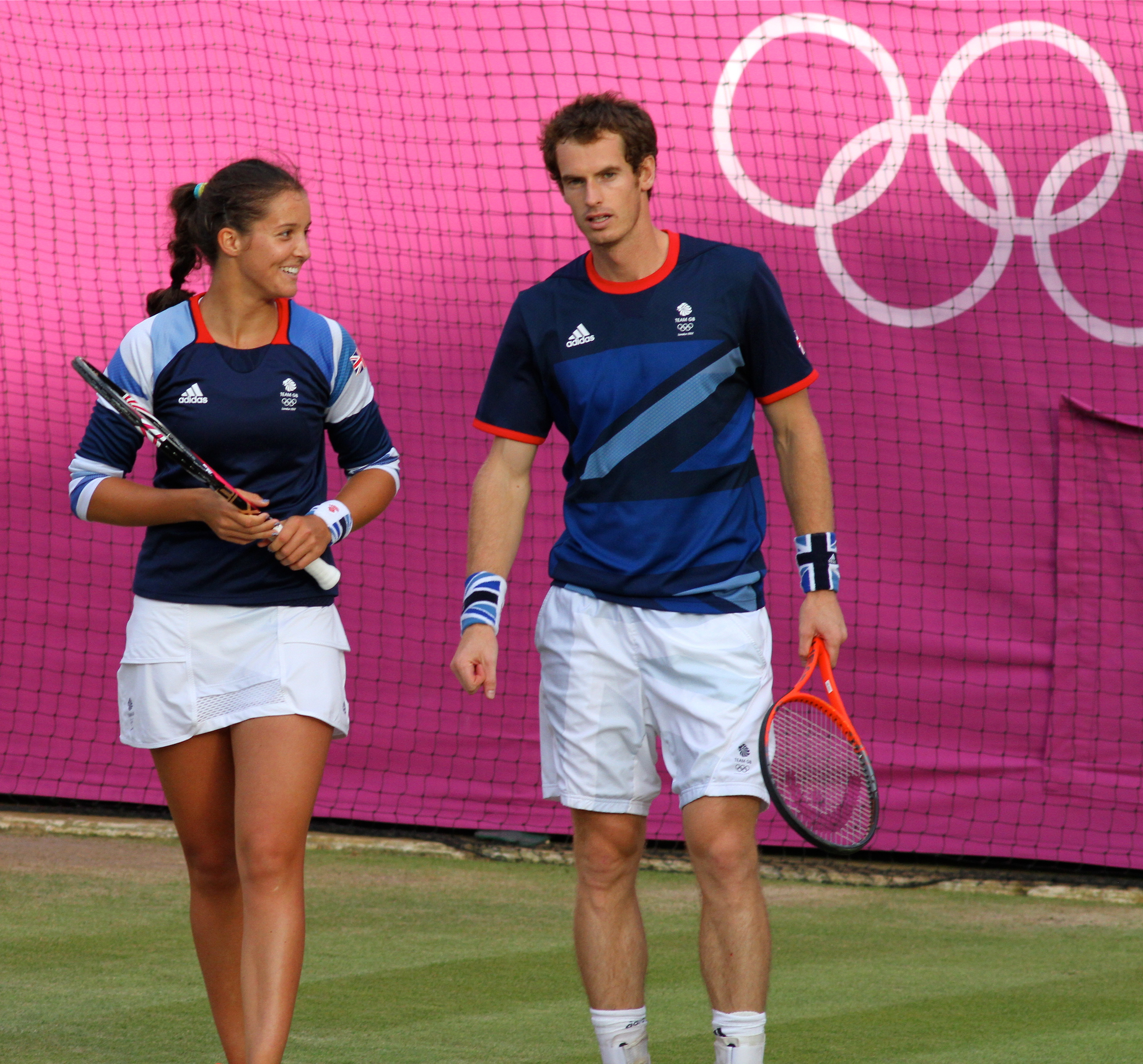
Robson và Andy Murray tại nội dung đôi nam nữ Thế vận hội Mùa hè 2012.

Cô nhận được suất dự Thế vận hội 2012 tại Luân Đôn sau khi Petra Martić của Croatia xin bỏ cuộc. Trong trận đấu đầu tiên cô đánh bại tay vợt số 22 thế giới Lucie Šafářová sau hai set để tiến vào vòng hai gặp Maria Sharapova. Cô đã không thể gây bất ngờ nào trước đối thủ hạng 3 thế giới trong một trận đấu kịch tính. Cô cũng thi đấu tại nội dung đôi nữ với Heather Watson, nhưng thất bại ở vòng một trước cặp vận động viên Đức Angelique Kerber và Sabine Lisicki. Cô sau đó nhận được suất đặc cách thi đấu nội dung đôi nam nữ cùng Andy Murray. Họ gặp Lucie Hradecká và Radek Štěpánek của Cộng hòa Séc ở vòng một và thắng sau ba set. Tại vòng hai họ loại đôi vợt người Úc Lleyton Hewitt và Samantha Stosur, và lọt vào chung kết sau khi vượt qua Sabine Lisicki và Christopher Kas của CHLB Đức. Họ chỉ có thể giành huy chương bạc sau khi thua cặp đôi của Belarus Victoria Azarenka và Max Mirnyi trong trận đấu cuối cùng.
Robson vào thẳng vòng đấu chính của Mỹ Mở rộng 2012 nhờ thú hạng trên bảng xếp hạng WTA. Cô hạ vận động viên chủ nhà Samantha Crawford ở vòng một. Cô đánh bại cựu vô địch của giải là Kim Clijsters trong trận đấu đơn cuối cùng trong sự nghiệp của Clijsters trước khi quyết định giải nghệ. Robson lần đầu lọt vào vòng ba một giải Grand Slam trong sự nghiệp khi và cùng với Serena Williams, Lindsay Davenport, Venus Williams, Amélie Mauresmo và Justine Henin là một trong 6 người duy nhất đánh bại được Clijsters tại US Open, và là người đầu tiên đánh bại tay vợt người Bỉ tại đây kể từ năm 2003. Cô tiếp tục phong đố tốt với chiến thắng đầu tiên trước một vận động viên trong top 10, hạt giống số 9 Lý Na ở vòng ba sau ba set. Robson là tay vợt nữ của Anh đầu tiên vào tới vòng 4 một giải Grand Slam kể từ khi Samantha Smith vào tới vòng 4 của Wimbledon 14 năm trước. Tuy nhiên Robson để thua trước đương kim vô địch Samantha Stosur.
Giải đấu tiếp theo của Robson là Quảng Châu Mở rộng 2012 khi cô hạ các đối thủ mạnh như Trịnh Khiết và hạt giống số 3 Sorana Cîrstea trên đường vào trận chung kết WTA đầu tiên với Tạ Thục Vi của Đài Bắc Trung Quốc. Đây là chung kết WTA đầu tiên của một tay vợt người Anh kể từ lần cuối của Jo Durie vào năm 1990. Robson sau đó chịu gác vợt dù cứu được 5 championship point ở set 2 và dẫn 3-0 ở set quyết định. Kết quả đưa cô vào top 70 lần đầu tiên.
Robson vượt qua vòng loại China Open 2012 và sau đó lọt vào tới vòng hai và thua trước Lourdes Domínguez Lino trong hai set. Tại giải HP Open ở Nhật Bản, cô được xếp là hạt giống số 8. Đây là lần đầu tiên cô được xếp hạng hạt giống ở một giải WTA. Cô vào tới tứ kết và để thua Trương Khải Trinh trong ba set, tuy nhiên kết quả ở giải này giúp cô vươn lên vị trí thứ 53 sau khi kết thúc năm 2012.
Vào tháng 10 Robson được đề cử cho giải "Nữ vận động viên của năm" của Hiệp hội các nhà báo thể thao Anh. Một tháng sau cô cùng Heather Watson giành giải "Nữ vận động viên trẻ của năm" tại Sunday Times Sportswomen of the Year Awards 2012. Cô cũng được đề cử giải "Newcomer of the Year" của WTA và "Sportswoman of the Year" của nhà cái William Hill vào tháng 11 năm 2012, và nhận được giải thưởng thứ nhất.

### 2013

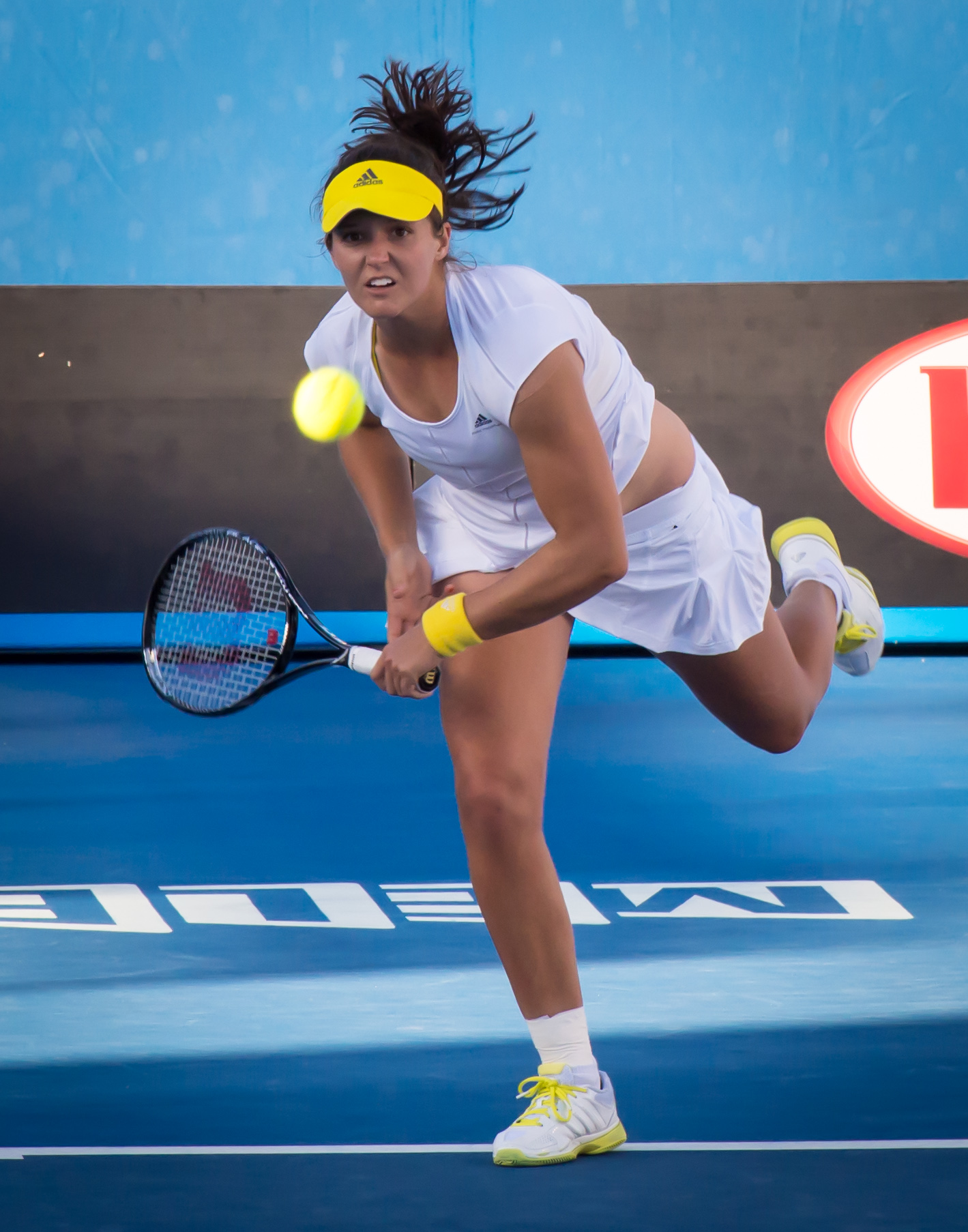
Laura Robson tại giải Giải quần vợt Úc Mở rộng 2013.

Đầu năm 2003 Robson lần đầu đặt chân vào top 50 bảng xếp hạng WTA. Cô có chiến thắng đầu tiên tại giải Úc Mở rộng 2013 với chiến thắng thuyết phục sau hai set trước Melanie Oudin. Tại vòng hai cô phải đối đầu với cựu vô địch của giải là Petra Kvitová. Robson xuất sắc lội ngược dòng trước đối thủ để tiến vào vòng đấu tiếp theo gặp Sloane Stephens của Hoa Kỳ. Robson thua nhanh chóng sau hai set vì chấn thương vai. Sau giải đấu này cô thi đấu 6 trận cho đội tuyển Vương quốc Anh tại Fed Cup và giúp đội nhà giành vé dự trận play-off tranh suất lên chơi tại Bảng Thế giới II gặp Argentina. Sau thành công này cô thua liên tiếp hai trận trước Daniela Hantuchová ở Doha và Yulia Putintseva ở Dubai.
Tại giải Indian Wells Robson tiếp tục thất thủ trước Sofia Arvidsson sau ba set ở vòng một. Tại nội dung đơn giải Miami Open cô dừng bước tại vòng hai sau khi thua Alizé Cornet. Tại nội dung đôi Laura Robson được đặc cách thi đấu cùng Lisa Raymond. Họ đánh bại Sara Errani và Roberta Vinci tại bán kết, trước khi thua Nadia Petrova và Katarina Srebotnik trong trận đấu chung kết. Robson là hạt giống số 16 tại giải đấu ở Charleston. Cô vào tới vòng hai khi thua Eugenie Bouchard trong ba set. Cô là hạt giống số 8 tại Katowice Open nhưng thua ở vòng một trước Lourdes Domínguez Lino.
Robson được triệu tập lên đội tuyển Fed Cup Vương quốc Anh để dự loạt trận play-off lên chơi tại Bảng Thế giới II gặp Argentina. Sau khi đồng đội Johanna Konta thua trận mở màn gặp Paula Ormaechea, Robson dễ dàng giành chiến thắng trước Florencia Molinero. Tuy nhiên cô lại thua ở trận thứ hai gặp Paula Ormaechea sau ba set.
Sau các trận thua tại các giải sân đất nện ở châu Âu, Robson đánh bại số 4 thế giới Agnieszka Radwańska ở vòng hai của Mutua Madrid Open 2013. Cô sau đó chịu gác vợt trước Ana Ivanovic ở vòng đấu tiếp theo dù dẫn 5-2 ở set ba. Cô có lần đầu dự giải Internazionali BNL d'Italia và ngay lập tức gây bất ngờ với chiến thắng trước Venus Williams ở vòng một. Tuy nhiên ngay sau đó để thua trước em của Venus và cũng là tay vợt số một thế giới Serena Williams. Tại giải Pháp Mở rộng 2013 Robson để thua ngay vòng một trước cựu số một thế giới Caroline Wozniacki sau hai set.
Để bắt đầu mùa giải sân cỏ, Robson tham dự Aegon Classic ở Birmingham nơi cô là hạt giống số 7. Mặc dù vậy cô thua ngay trận mở àn vòng hai trước tay vợt không được xếp hạng hạt giống và sau đó trở thành nhà vô địch của giải, Daniela Hantuchová. Cô tiếp tục dự Aegon International 2013. Cô vượt qua Yuliya Beygelzimer ở vòng một mà không thua set nào. Cô một lần nữa để thua Caroline Wozniacki trong hai set ở vòng hai.
Ở vòng một Wimbledon cô được xếp thi đấu với hạt giống số 10 Maria Kirilenko và đánh bại đối phương trong 2 set. Cô tiếp tục vượt qua Mariana Duque ở vòng hai tại Sân Trung tâm. Ở vòng ba, cô lật ngược thế cờ sau khi thua một set trước Marina Erakovic để tiến vào vòng 4 nơi cô bị đánh bại bởi Kaia Kanepi. Màn trình diễn này giúp cô leo lên vị trí 27 thế giới, trở thành người Anh đầu tiên lọt vào top 30 kể từ thời Jo Durie năm 1987.
Robson khởi động chiến dịch US Open Series vào ngày 30 tháng 7 năm 2013 tại Southern California Open ở Carlsbad gặp Morita Ayumi, người cô lội ngược dòng đánh bại sau 2 giờ 40 phút thi đấu. Cô phải đối đầu với hạng 7 thế giới Petra Kvitová của Cộng hòa Séc tại vòng 2 và để thua sau hai set. Tại Canada Mở rộng ở Toronto, Robson dự kiến thi đấu với Yanina Wickmayer của Bỉ vào ngày 5 tháng 8 ở trận mở màn nhưng buộc phải bỏ cuộc vì chấn thương cổ tay. Chấn thương cũng khiến cô rút lui khỏi Cincinnati, tuy nhiên thứ hạng 32 giúp cô lần đầu triên trong đời được xếp hạng hạt giống tại một giải Grand Slam, cụ thể là hạt giống số 30 tại Mỹ Mở rộng 2013.
Tại Mỹ Mở rộng 2013, Robson trở lại sau quãng thời gian phục hồi chấn thương cổ tay và bắt đầu giải bằng trận đấu với Lourdes Domínguez Lino, người cô từng thua cả hai lần đối đầu. Sau thắng lợi khó khăn ở set một, Robson dễ dàng giành bagel ở set hai. Ở vòng hai, Robson nhọc nhằn vượt qua Caroline Garcia của Pháp sau hai set. Robson sau đó dừng bước ở vòng ba trước Lý Na sau hai set.
Robson sau đó dự giải Quảng Châu Mở rộng mà đang là đương kim á quân. Cô nhẹ nhàng vượt qua Jovana Jakšić và Trình Trại Trại ở hai vòng đầu tiên. Tuy nhiên cô dừng bước trước đối thủ chủ nhà Trịnh Khiết, dù có chiến thắng 6-1 ở set đầu.

### 2014-15: Chấn thươngcổ tayvà sự vắng mặt dài hạn
Robson bắt đầu mùa giải 2014 với giải Hobart International ở Hobart, nơi cô buộc phải bỏ cuộc ở vòng một gặp Yanina Wickmayer do chấn thương cổ tay. Cổ tay của cô tiếp tục khiến cô gặp khó khăn tại Úc Mở rộng 2014, nơi cô bị Kirsten Flipkens hạ gục sau hai set. Sau khi nghỉ ba tháng không tham gia các giải đấu nào, Robson tiến hành phẫu thuạt cổ tay trái vào tháng 4. Cô buộc phải bỏ lỡ các giải Pháp Mở rộng, Wimbledon và Mỹ Mở rộng. Robson ban đầu hy vọng sẽ trở lại vào cuối mùa giải, tuy nhiên cô chỉ tập luyện trở lại vào tháng 10 mà không tham dự bất cứ một giải đấu nào nữa trong năm 2014.

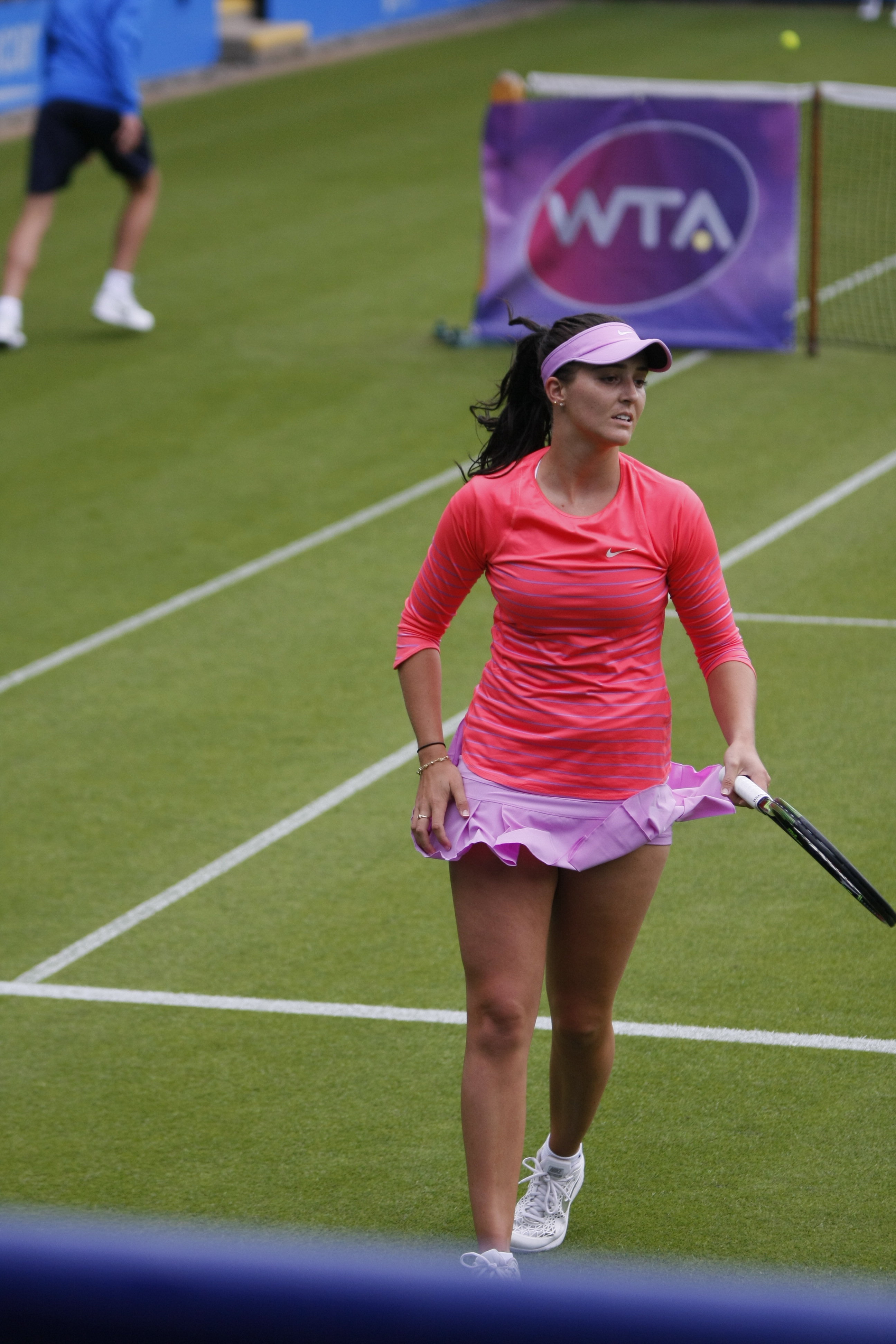
Laura Robson tại Aegon International 2015

Robson không tham dự Giải quần vợt Úc Mở rộng 2015 và vắng mặt trên BXH của WTA vì không thi đấu trong suốt 12 tháng. Robson dự định trở lại tại giải ITF 25K$ ở Surprise, Arizona, nhưng hủy bỏ và sau đó bỏ lỡ thêm một giải ITF vào tháng 2. Cô tiếp tục từ chối suất đặc cách tại Miami Open vào tháng 3. Người đại diên của cô thông báo cô không hề có ý rút lui mà cô đang sắp sửa trở lại.
Tháng sáu năm 2015, sau hơn một năm rưỡi vắng mặt, Robson chính thức trở lại tại Aegon International 2015 ở Eastbourne. Cô để thua trước hạt giống số 1 Daria Gavrilova sau hai set. Robson được trao wildcard để thi đấu tại Wimbledon, nhưng thua ngay tại vòng một trước Evgeniya Rodina.
Vào tháng 7 năm 2015 cô thi đấu tại một giải ITF 50.000$ ở Granby và giành chiến thắng vất vả trước Osaka Naomi. Tuy nhiên cô thất bại ở trận đấu tiếp theo trước Ellie Halbauer. Robson vào tới chung kết nội dung đôi giải đấu này cùng Erin Routliffe. Tại giải ITF Gatineau, cô bỏ cuộc trong trận đấu vòng một. Tuy nhiên Robson xác nhận đây không phải chấn thương cổ tay mà là chấn thương cơ bụng mà cô mắc trong khi tập luyện.
Cô tiếp tục dự Mỹ Mở rộng 2015 từ vòng một nhờ thành tích thi đấu tại Mỹ Mở rộng 2013 được bảo toàn. Tuy nhiên cô thất bại trước Elena Vesnina của Nga ở vòng một dù dẫn 4-0 ở set ba.

### 2016: Trở lại với quần vợt
Sau phẫu thuật nhằm loại triệt để chấn thương cổ tay Laura Robson tiếp tục nghỉ thi đấu thêm một thời gian vầ lỡ Úc Mở rộng. Robson bắt đầu năm 2016 tại một số giải challenger ở Hoa Kỳ nhưng không đạt nhiều thành công. Cô trở lại các giải WTA nhờ sử dụng protected ranking (PR — thứ hạng bảo toàn trước khi nghỉ thi đấu) với điểm dừng chân đầu tiên là Indian Wells. Cô để thua Magdaléna Rybáriková ở vòng đầu. Cô cũng có một suất wildcard vào vòng đấu chính của Miami Mở rộng và sử dụng PR để dự Charleston nhưng vẫn tiếp tục gặp thất bại vòng một ở cả hai giải.
Robson có trận thắng WTA đầu tiên kể từ năm 2013 trước Klára Koukalová ở vòng loại giải Stuttgart. Tuy nhiên cô để thua trận loại tiếp theo trước Océane Dodin sau hai set. Robson có chiến thắng đầu tiên tại vòng chính một giải WTA kể từ năm 2013 khi vượt qua Ghita Benhadi tại giải Grand Prix SAR La Princesse Lalla Meryem ở Marrakech, Maroc. Cô để thua Tímea Babos ở trận đấu vòng hai.
Robson cũng sử dụng thứ hạng bảo toàn để tham dự các giải đất nện Premier ở Madrid và Roma nhưng lần lượt gác vợt ở vòng một dưới tay của Victoria Azarenka và Christina McHale. Robson nhận suất wildcard tại Wimbledon năm thứ hai liên tiếp nhưng thất bại ở vòng một sau 69 phút thi đấu trước Angelique Kerber.
Vào tháng 8 Robson giành hai chức vô địch nội dung đơn và đôi ở giải ITF cấp 2 ở Mỹ. Cô được đặc cách vào thẳng vòng loại nội dung đơn Mỹ Mở rộng 2016. Các chiến thắng trướcJang Su-jeong, Isabella Shinikova và Tatjana Maria giúp cô tiến vào loạt đấu chính của giải, tuy nhiên dừng bước ngay ở vòng 1 trước đồng hương Naomi Broady với các tỉ số 7–6, 3–6, 4–6.
Cô sau đó tiếp tục tranh tài ở sáu giải ITF, tuy nhiên chỉ vào đến tứ tết tại một giải.

### 2017: Danh hiệu ITF 60K
Robson khởi động mùa giải 2017 với giải WTA International ở Auckland, nhưng chịu thất bại ở vòng loại một trước Tereza Martincová. Tại Giải quần vợt Úc Mở rộng 2017, cô để thua Amandine Hesse tại vòng loại thứ nhất sau hai set. Tại giải ITF 60K ở Andrézieux-Bouthéon, Robson lọt vào đến tứ kết và chịu dừng bước trước Amra Sadiković sau hai set. Between the end of January and the beginning of May, Robson reached three quarter-finals on the ITF Circuit. Robson giành danh hiệu lớn nhất từ đầu sự nghiệp tại giải ITF 60K tại Kurume sau khi hạ đồng hương Katie Boulter ở chung kết trong hai séc. Chức vô địch giúp cô tăng thêm 80 bậc trên bảng xếp hạng và lần đầu tiên trở lại top 200 kể từ năm 2014.
Vào đầu mùa giải sân cỏ, Robson tham gia giải ITF 100.000 tại Surbiton, nhưng gác vợt tại vòng một trước Marina Erakovic. Cô tiếp tục dự Nottingham WTA International, nhưng gục ngã cũng tại vòng một trước Julia Boserup. Cô lọt vào vòng hai ITF 100.000 ở Ilkley nhưng chịu dừng bước trước Anna Blinkova trong ba set. Cô nhận suất wildcard tại Wimbledon 2017, nhưng nhanh chóng bị loại tại vòng một trước Beatriz Haddad Maia của Brasil.

## Phong cách thi đấu
Laura Robson thuận tay trái, trái tay bằng cả hai tay. Một trong các điểm mạnh của cô là cú phát bóng "áp đảo". Cô thi đấu chắc chắn ở cuối sân và được đánh giá cao ở những cú trả giao bóng thuận tay mạnh mẽ. Tuy nhiên cô bị chỉ trích vì khả năng "di chuyển ngang tệ hại", cũng như những nhưng pha giao bóng hai không ổn định dẫn tới nhiều lỗi kép. Cô được khen ngợi vì thể hiện "sự đĩnh đạc phi thường", và sở hữu "tư thế và kỹ thuật cần thiết của một vận động viên hàng đầu". Nhà bình luận Simon Reed nói rằng cô "có mọi thứ mà mình cần", còn nhà cựu vô địch Grand Slam Pat Cash coi cô là "một tài năng đặc biệt".

## Thống kê sự nghiệp

### Thế vận hội: 1 (0-1)

#### Đôi nam nữ: 1 (0-1)
| Kết quả        | Năm  | Giải                 | Mặt sân | Người đánh cặp | Đối thủ                      | Tỉ số            |
| -------------- | ---- | -------------------- | ------- | -------------- | ---------------------------- | ---------------- |
| Huy chương bạc | 2012 | Thế vận hội Luân Đôn | Cỏ      | Andy Murray    | Victoria Azarenka Max Mirnyi | 6-2, 3-6, [8-10] |

### Tiến trình thi đấu
| VĐ | CK | BK | TK | V# | RR | Q# | A |  | Z# | PO | G | F-S | SF-B | NMS | NH |

#### Đơn nữ
| Giải                           | 2009                       | 2010                       | 2011                       | 2012                       | 2013                       | 2014                       | 2015                       | 2016                       | 2017                       | T-B   | % thắng |
| ------------------------------ | -------------------------- | -------------------------- | -------------------------- | -------------------------- | -------------------------- | -------------------------- | -------------------------- | -------------------------- | -------------------------- | ----- | ------- |
| Các giải Grand Slam            |                            |                            |                            |                            |                            |                            |                            |                            |                            |       |         |
| Úc Mở rộng                     | A                          | Q2                         | A                          | V1                         | V3                         | V1                         | A                          | A                          | Q1                         | 2-3   | 40%     |
| Pháp Mở rộng                   | A                          | A                          | A                          | V1                         | V1                         | A                          | A                          | V1                         | A                          | 0-3   | 0%      |
| Wimbledon                      | V1                         | V1                         | V2                         | V1                         | V4                         | A                          | V1                         | V1                         | V1                         | 4-8   | 33%     |
| Mỹ Mở rộng                     | Q3                         | Q3                         | V2                         | V4                         | V3                         | A                          | V1                         | V1                         | Q1                         | 6-5   | 55%     |
| Thắng-Thua                     | 0-1                        | 0-1                        | 2-2                        | 3-4                        | 7-4                        | 0-1                        | 0-2                        | 0-3                        | 0–1                        | 12-19 | 38%     |
| Thế vận hội                    |                            |                            |                            |                            |                            |                            |                            |                            |                            |       |         |
| Thế vận hội Mùa hè             | Không tổ chức              | Không tổ chức              | Không tổ chức              | V2                         | Không tổ chức              | Không tổ chức              | Không tổ chức              | A                          | KTC                        | 1-1   | 50%     |
| Giải vô địch cuối năm          |                            |                            |                            |                            |                            |                            |                            |                            |                            |       |         |
| WTA Finals                     | Không đủ điều kiện tham dự | Không đủ điều kiện tham dự | Không đủ điều kiện tham dự | Không đủ điều kiện tham dự | Không đủ điều kiện tham dự | Không đủ điều kiện tham dự | Không đủ điều kiện tham dự | Không đủ điều kiện tham dự | Không đủ điều kiện tham dự | 0-0   | 0%      |
| Các giải WTA Premier Mandatory |                            |                            |                            |                            |                            |                            |                            |                            |                            |       |         |
| Indian Wells                   | A                          | A                          | A                          | Q1                         | V1                         | A                          | A                          | V1                         | A                          | 0-2   | 0%      |
| Miami                          | A                          | A                          | A                          | Q2                         | V2                         | A                          | A                          | V1                         | A                          | 1-2   | 33%     |
| Madrid                         | A                          | A                          | A                          | A                          | V3                         | A                          | V3                         | V1                         | A                          | 2-2   | 50%     |
| Bắc Kinh                       | A                          | A                          | V1                         | V2                         | V2                         | A                          | A                          | A                          |                            | 2-3   | 40%     |
| WTA Premier 5                  |                            |                            |                            |                            |                            |                            |                            |                            |                            |       |         |
| Doha / Dubai                   | A                          | A                          | A                          | Q1                         | V1                         | A                          | A                          | A                          | A                          | 0-1   | 0%      |
| Roma                           | A                          | A                          | A                          | A                          | V2                         | A                          | A                          | Q1                         | A                          | 1-1   | 50%     |
| Canada                         | A                          | A                          | A                          | A                          | A                          | A                          | A                          | A                          | A                          | 0-0   | 0%      |
| Cincinnati                     | A                          | A                          | Q1                         | Q2                         | A                          | A                          | A                          | A                          |                            | 0-0   | 0%      |
| Vũ Hán                         | NH                         | NH                         | NH                         | NH                         | NH                         | A                          | A                          | A                          |                            | 0-0   | 0%      |
| Thống kê sự nghiệp             |                            |                            |                            |                            |                            |                            |                            |                            |                            |       |         |
| Số danh hiệu                   | 0                          | 0                          | 0                          | 0                          | 0                          | 0                          | 0                          | 0                          | 0                          | 0     | 0       |
| Số trận chung kết              | 0                          | 0                          | 0                          | 1                          | 0                          | 0                          | 0                          | 0                          | 0                          | 1     | 1       |
| Xếp hạng cuối năm              | 419                        | 206                        | 131                        | 53                         | 46                         | 951                        | 558                        | 222                        |                            |       |         |

### Chung kết Grand Slam trẻ: 3 (1-2)
| Kết quả | STT. | Ngày      | Giải            | Mặt sân | Đối thủ                 | Tỉ số         |
| ------- | ---- | --------- | --------------- | ------- | ----------------------- | ------------- |
| Vô địch | 1    | 3/7/2008  | Wimbledon 2008  | Cỏ      | Noppawan Lertcheewakarn | 6-3, 3-6, 6-1 |
| Á quân  | 2    | 31/1/2009 | Úc Mở rộng 2009 | Cứng    | Ksenia Pervak           | 3-6, 1-6      |
| Á quân  | 3    | 30/1/2010 | Úc Mở rộng 2010 | Cứng    | Karolína Plíšková       | 1-6, 6-7(5-7) |